# Pogonomys macrourus
Pogonomys macrourus és una espècie de mamífer rosegador de la família dels múrids. Viu a altituds d'entre 0 i 1.800 msnm a Indonèsia i Papua Nova Guinea. Es tracta d'un animal nocturn. Els seus hàbitats naturals són els boscos humits tropicals, tant primaris com secundaris. Està amenaçat per la caça. El seu nom específic, macrourus, significa ‘cua grossa’ en llatí.